# Raul Meza Jr.
Raul Meza Jr. (Condado de Travis, 14 de octubre de 1960) es un asesino en serie estadounidense que fue declarado culpable por el asesinato de Kendra Page, una niña de 8 años en Austin, Texas, en enero de 1982. Meza tenía un extenso historial criminal que se remontaba a 1973 y, antes de su encarcelamiento final, había pasado un total de 20 años tras las rejas por diversos delitos.
En septiembre de 2024, fue condenado a cadena perpetua por el asesinato de Gloria Lofton, de 65 años, en mayo de 2019, y de Jesse Fraga, de 80 años, en mayo de 2023. Es sospechoso de otros diez homicidios.

## Primeros años de vida
Raul Meza Jr. nació el 14 de octubre de 1960 en el condado de Travis, Texas, hijo de Raul Meza Sr. (f. en fecha desconocida) y Elvia Ortiz (f. 2020). Los registros muestran que tuvo varios padrastros y varios medios hermanos para cuando tenía 15 años. Meza empezó a consumir drogas cuando tenía ocho años, y su primer arresto fue en 1973 por hurto y robo; al año siguiente, fue acusado de incendio provocado.
Su primer arresto importante se produjo el 31 de diciembre de 1975, cuando robó una tienda de conveniencia en South Congress Avenue en Austin, Texas. Durante el robo, disparó al dependiente de la tienda Derly Ramírez, quien sobrevivió. Meza fue sentenciado a 20 años de prisión por el delito, pero fue puesto en libertad condicional anticipadamente en febrero de 1981.
Un examen realizado en 1982 por el psicólogo David Poole decía: «No parece esperar mucho de sí mismo ni de su vida, y parece un fuerte candidato en este punto para una vida de reincidencia o... inclinaciones suicidas».

## Asesinato de Kendra Page

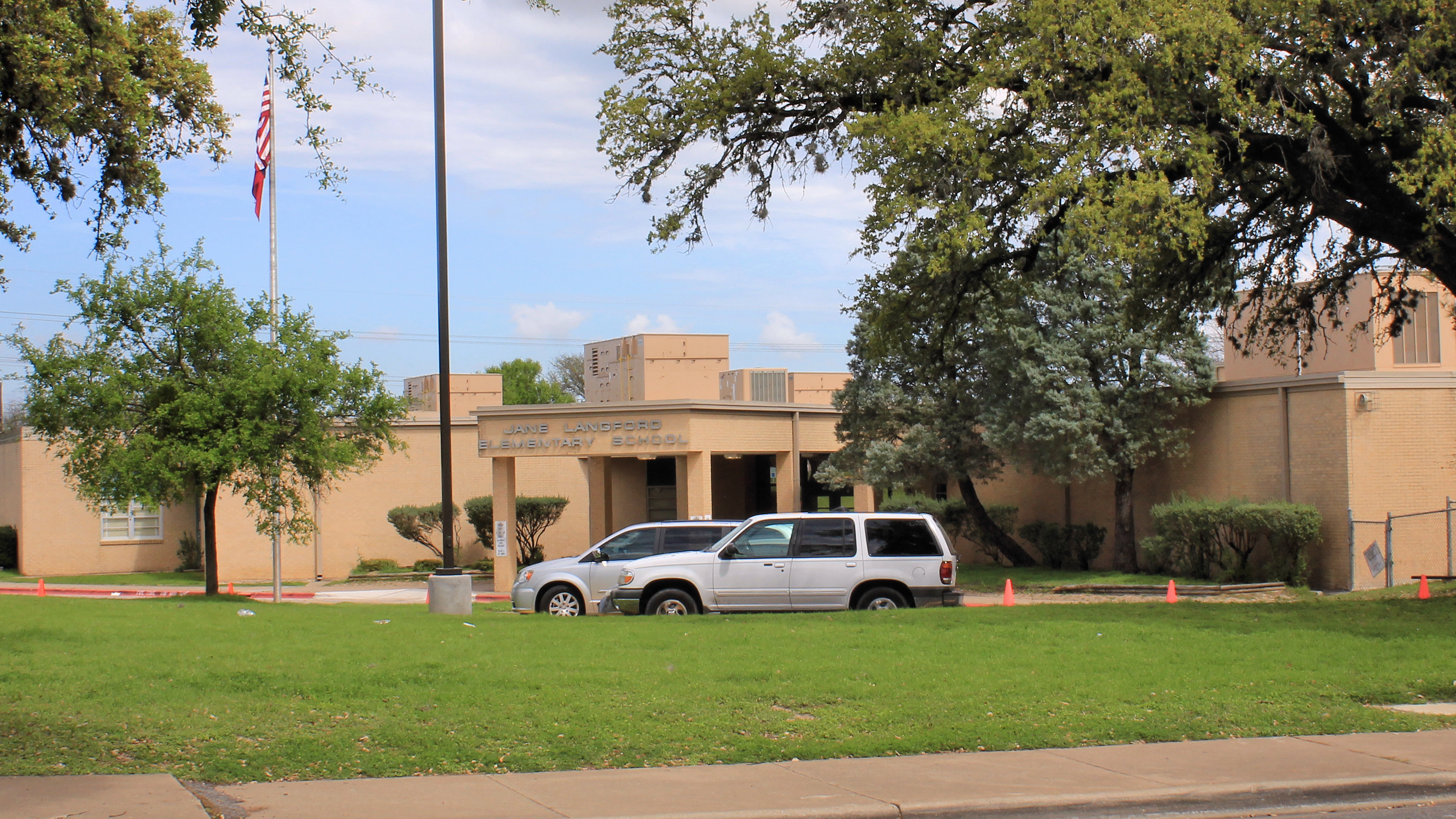
Los restos de Page fueron descubiertos en un contenedor de basura en la escuela primaria Langford, fotografiada aquí en marzo de 2017.

El 3 de enero de 1982, Meza agredió sexualmente y estranguló a Kendra Page, de 8 años. La última vez que la vieron andando en bicicleta alrededor de la escuela primaria Langford en Austin fue cuando la encontraron muerta en un contenedor de basura en la escuela, desnuda y cubierta de moretones.
Tres días después, Meza entró en la sede del Departamento de Policía de Austin y confesó su asesinato. Para evitar un juicio y una posible sentencia de muerte, se llegó a un acuerdo entre los abogados de Meza y la Oficina del Fiscal de Distrito del Condado de Travis, y recibió una sentencia de prisión de 30 años.
Después de cumplir 11 años, fue puesto en libertad condicional por buena conducta en 1993. Meza convocó una conferencia de prensa para decirle al público: «Sólo puedo decirles que en mi corazón sé que no volveré a causar daño a nadie deliberadamente». Posteriormente fue expulsado de varias comunidades por residentes enojados, aunque dijo que era un cristiano renacido que había pagado su deuda con la sociedad. Al año siguiente, en 1994, fue devuelto a prisión por desobedecer el toque de queda de medianoche y permaneció encarcelado hasta 2002.

## Asesinato de Gloria Lofton
El 9 de mayo de 2019, Gloria Lofton, de 65 años, fue encontrada muerta en su casa por su hija. Había sangre en el pasillo y en su almohada, y se encontró un condón usado en su cocina. La autopsia inicial no fue concluyente, y aunque había evidencia de que podría haber muerto por estrangulamiento, se determinó que había muerto por un accidente relacionado con el alcohol, ya que no había evidencia sólida de asesinato y se sabía que tenía adicción al alcohol.
Después de que Meza confesara su asesinato en 2023, la causa de la muerte se actualizó a «homicidio por estrangulamiento». Un kit de agresión sexual durante la autopsia de Lofton proporcionó una coincidencia con el ADN de Meza en 2020, pero no se hizo nada con esta información y la policía no dio ninguna explicación de por qué.
En mayo de 2023, tras el arresto de Meza, la hija de Lofton recordó una nota que encontró en la casa después de su muerte, que decía: «Yo Gloria Elizabeth Lofton doy permiso a Raúl Meza Jr. para solicitar un certificado de autoridad en mi nombre con el propósito de...». Más tarde, Meza le diría a un detective de homicidios que se suponía que recibiría el 25% de una herencia y que el resto supuestamente iría al sobrino de Lofton. Según la hija de Lofton, ella no tenía sobrino; no está claro si esto fue una invención de Meza o si algún pariente de Lofton le prometió dinero.

## Asesinato de Jesse Fraga
Jesse Fraga, de 80 años, era un exoficial de libertad condicional del condado de Travis que se había hecho amigo de Meza después de su liberación de prisión en 1993. La familia Fraga, guiada por una «intensa motivación religiosa», invitó a Meza a estudios bíblicos y le ayudó a encontrar vivienda y empleo. En 2021, Meza se mudó con los Fraga y, poco después, la esposa y el hijo de Jesse murieron de COVID-19. Meza acordó mudarse el 12 de mayo de 2023.
El 20 de mayo, el cuerpo de Jesse Fraga fue descubierto en el armario del baño de su casa por oficiales de policía de Pflugerville después de recibir una llamada de su sobrina para realizar una verificación de bienestar, ya que no había tenido noticias de él en nueve días. En la casa había grandes cantidades de sangre seca en varias habitaciones y un cuchillo de cocina ensangrentado. Un video del timbre de Ring del 13 de mayo mostró a Meza subiendo a la camioneta de Fraga, que fue encontrada abandonada junto a la I-35 nueve días después. Dentro del camión había botas cubiertas de lo que parecía ser sangre. El propio automóvil de Meza fue encontrado estacionado en la entrada de la residencia de Fraga con un martillo, un hacha, cinta adhesiva y guantes en el interior.

## Arresto definitivo, condena y otros posibles asesinatos
El 26 de mayo, Meza llamó a la policía de Austin, exigiendo hablar con un detective de homicidios. Durante la llamada confesó el asesinato de Lofton, alegando que le prometieron una compensación económica por el asesinato, así como el asesinato de Fraga, debido a que supuestas actividades sexuales entre ambos «se salieron de control», y un doble homicidio en San Antonio, del que no ha sido condenado. Meza fue arrestado tres días después mientras portaba una bolsa que contenía una pistola, una cuerda de nailon, cinta adhesiva, bridas, una linterna y un condón. Después de su arresto, Meza dijo a la policía que estaba «listo y preparado para matar de nuevo».
En septiembre de 2024, Meza se declaró culpable del asesinato de Fraga y «culpable de asesinato capital con intención de cometer agresión sexual» por el asesinato de Lofton. Él decidió no apelar y fue sentenciado a cadena perpetua sin libertad condicional. La jueza Julie Kocurek quiso saber si Meza deseaba pedir perdón, a lo que Meza respondió: «Creo que es demasiado tarde. ¿De qué sirve si una persona no lo acepta?».
Además de los tres asesinatos por los que fue condenado, la policía sospecha que Meza es responsable de otros diez homicidios, dos de los cuales ocurrieron en 2018 y uno a principios de 2019. Según una orden de allanamiento, también fue responsable de varias agresiones sexuales después de que su libertad supervisada terminara en 2016.